# 10004 Igormakarov
10004 Igormakarov (1975 VV2) là một tiểu hành tinh vành đai chính được phát hiện ngày 2 tháng 11 năm 1975 bởi T. M. Smirnova ở Đài vật lý thiên văn Crimean. Nó được đặt theo tên Igor Mikhajlovich Makarov, chief scientific secretary thuộc Russian Academy of Sciences between 1988 và 1996.